# 34281 Albritton
34281 Albritton este o planetă minoră (asteroid), cu un diametru de 6,903 km, din centura de asteroizi. A fost descoperită pe 31 august 2000 la Experimental Test Site⁠(d) de Lincoln Near-Earth Asteroid Research. 
Obiectul prezintă o orbită caracterizată de o semiaxă mare de 2,8000545 UAi, o excentricitate de 0,15, o înclinație de 5,79557 ° în raport cu ecliptica.